# Cystostemon mechowii
Cystostemon mechowii är en strävbladig växtart som först beskrevs av Vaupel, och fick sitt nu gällande namn av A.G. Miller och H. Riedl. Cystostemon mechowii ingår i släktet Cystostemon, och familjen strävbladiga växter. Inga underarter finns listade i Catalogue of Life.